# Cucullia hemidiaphana
Cucullia hemidiaphana is een vlinder uit de familie uilen (Noctuidae). De wetenschappelijke naam van deze soort is voor het eerst geldig gepubliceerd in 1892 door Graeser.
De soort komt voor in tropisch Afrika.